# Мушинський Антон Олександрович
Антон Олександрович Мушинський (22 січня 1919, місто Бершадь, тепер Вінницької області — ?) — український радянський діяч, новатор виробництва в цукровій промисловості, слюсар-наладчик Степанівського цукрового заводу Вінницького району Вінницької області. Депутат Верховної Ради УРСР 5—8-го скликань. Герой Соціалістичної Праці (26.04.1971).

## Біографія
Народився в родині робітника цукрового заводу. Закінчив семирічну школу.
У 1933—1947 роках — підручний слюсаря, слюсар цукрових заводів Київської, теперішньої Черкаської та Житомирської областей.
Служив у Червоній армії шофером 42-ї гвардійської гарматної артилерійської бригади, учасник німецько-радянської війни.
У 1947—1980 роках — слюсар-наладчик Степанівського цукрового заводу смт. Вороновиці Немирівського (потім — Вінницького) району Вінницької області. Бригадир бригади комуністичної праці, наставник молоді. За час роботи на заводі вніс багато цінних раціоналізаторських пропозицій, запровадив у виробництво найновіші досягнення науки і передового досвіду.
З 1980 року — на пенсії у смт. Вороновиці Вінницького району Вінницької області.

## Нагороди
- Герой Соціалістичної Праці (26.04.1971)
- два ордени Леніна (,26.04.1971)
- орден Вітчизняної війни ІІ ст. (6.04.1985)
- медаль «За оборону Кавказа» (20.04.1945)